# Saxicola tectes
La tarabilla de Reunión (Saxicola tectes) es una especie de ave paseriforme de la familia Muscicapidae endémica de la isla Reunión.

## Hábitat
La tarabilla de Reunión es común en áreas clareadas y matorrales abiertos de montaña. 

## Descripción
Su ceja blanca es la diferencia externa más prominente con Saxicola torquata (tarabilla africana) cuya ceja es negra. 

## Taxonomía
En el pasado se consideraba a ésta y a otras formas más como miembros de la misma especie denominada 'tarabilla común' (Saxicola torquatus sensu lato, es decir en el sentido amplio anterior, hoy grupo de especies relacionadas). Pero es muy distinta, y actualmente hay consenso en considerarla como especie separada.
Se ha hallado también que tiene más relación genética con las subespecies (o especies) S. t. axillaris y S. t. sibilla con las que forma un clado separado del clado formado por S. t. rubicola,  S. t. maura y S. dacotiae La separación de los ancestros de la tarabilla de Reunión, la de Madagascar (S. t. sibilla) y la africana (S. t. axillaris) ocurrió hace unos 2-2,5 millones de años durante el Plioceno tardío.
La etimología de su nombre binomial es latina: Saxicola significa «morador de rocas», del latín saxum, «roca» e incola, «quien habita en un lugar»; por su parte tectes es la latinización onomatopéyica de la llamada de la especie, o posiblemente derivado del nombre común tec-tec proveniente del francés-criollo de Reunión o ambos a la vez.